# جامبالايا أون ذا بايو
«جامبالايا أون ذا بايو» هي أغنية من تأليف وغناء مغني الكانتري الأمريكي هانك ويليامز وصدرت في يوليو 1952. أخذ اسم الأغنية من الطبق المعروف من مطبخ الكريول والكاجون، وقام عديد المغنين بغناء هذه الأغنية وامتدت شعبيتها لتتجاوز موسيقى الكانتري إلى أصناف موسيقية مختلفة.

## التأليف
لحن الأغنية مبني على لحن الأغنية الكاجون «غراند تكساس»، وتزعم بعض المصادر، مثل موقع أول ميوزيك، أن مون موليكان شارك في تأليفها مع ويليامز، إذ أن اسم ويليامز وضع فقط على الأغنية كمؤلف وحيد بينما تلقى موليكان الإيرادات عن حقوق الملكية. يرجح كولن إسكوت، الذي كتب سيرة حياة ويليامز، أن موليكان كتب جزءا من الأغنية، في حين أن الناشر الموسيقى فريد روز دفع له خلسة بحيث لا يقتسم إيرادات النشر مع كينغ ريكوردز التي سجل عندها موليكان أغانيه.  هذه الأغنية تشابه أغنية «غراند تكساس» في اللحن فقط، وتتحدث هذه الأغنية عن الحب الضائع، وهي عن امرأة تركت المغني لتذهب مع رجل آخر إلى «أرض تكساس الكبيرة»؛ أما أغنية «جامبالايا»، فتتحدث عن الحياة والحفلات والأطعمة التقليدية في المطبخ الكاجوني. يأخذ الراوي قاربه عبر المياه الضحلة في البايو ليحضر حفلا مع صديقته إيفون وعائلتها، ويتناولون الأطعمة الكاجونية في الحفلة مثل الجامبالايا، فطيرة جراد البحر والفيليه جومبو، ويشربون الخمر من جرار الفاكهة.

## التسجيل والإصدار
سجل وليامز الأغنية في 13 يونيو عام 1952، وكانت أول جلسة تسجيل له في ستة أشهر، وكان ذلك في استوديو كاسل في ناشفيل وكان يدعمه في الجلسة جيري كانتري روز (كمان)، دون هيلمز (غيتار فولاذي)، تشيت أتكينز (غيتار رئيسي)، تشاك رايت (باس)، وإيرني نيوتن (باس).  والجدير بالملاحظة أن تسجيل ويليامز يختلف عن تسجيل موليكان بشكل ملحوظ. ورغم ويليامز أبقى على موضوع لويزيانا في الأغنية، فهي لا تعتبر أغنية كاجون حقيقية، ولهذا السبب بالضبط اكتسبت الأغنية شعبية واسعة:
"لا تعتبر الموسيقى العرقية مستساغة لدى السوق العام ما لم يتم تخفيفها بشكل ما (مثل ألبوم كاليبسو للمغني هاري بيلافونتي، وألبوم غريسلاند للمغني بول سايمون... والقائمة لا تنتهي). وارتبط الجمهور الأوسع بأغنية 'جامبالايا" بشكل لا يرتبط فيه بأغنية كاجونية حقيقية تعزف على الأكورديون وتغنى بالفرنسية المعدلة". 
ألفت الأغنية على مقام سول كبير، وتنتقل في المقامات الجهورية بين دو وسول ومي.
أصدرت الأغنية في يوليو 1952، وتصدرت قوائم أغاني الكانتري في الولايات المتحدة لأربعة عشر أسبوعا غير متتالي. وبعد أن أصدر ويليامز هذه الأغنية، تبعتها تسجيلات أخرى من قبل فنانين من الكاجون وبآلاتهم الموسيقية التقليدية، كما أنهم استخدموا كلمات ويليامز وترجموها إلى الفرنسية. ولا تزال اليوم إحدى أشهر أغاني هانك ويليامز. وتعدت شهرتها حدود الولايات المتحدة إلى العالم، وظهرت نسخ مترجمة أو مشتقة في عدة لغات كالصينية والهولندية والفنلندية والفرنسية والايطالية والبولندية الألمانية والإسبانية والإستونية.
هناك نسخة تجريبية من الأغنية يظهر فيها ويليامز وهو يغني مع غيتاره فقط، ويحتمل أنه سجلها في عام 1951، وهي متوفرة أيضا. كما ألف ويليامز تتمة للأغنية من وجهة نظر صديقة المغني، وألفها مع مع جيمي رول، وسجلتها المغنية غولدي هيل. لم تحقق هذه الأغنية نفس النجاح كسابقتها. وكما هو الحال مع أغنية «جامبالايا» فهناك ترجيحات أن ويليامز اشترى هذه الأغنية من موليكان.

## المراتب على قوائم الأغاني
| القائمة (1952)                                       | أعلى مركز |
| ---------------------------------------------------- | --------- |
| قائمة بيلبورد لأغاني الكانتري                        | 1         |
| قائمة بيلبورد لأكثر الأغاني المشغلة على آلات الأغاني | 20        |

## النسخ المسجلة
- سجلت جو ستافورد نسخة من الأغنية عام 1952، حيث بلغت المركز الثالث على قائمة بيلبورد لأغاني البوب (ما جعل الأغنية معروفة خارج دائرة معجبي موسيقى الكانتري). كان قائد الفرقة ميتش ميلر ينوي في الأصل أن يسجلها مع المغني جيمي بويد على علامة كولومبيا ريكوردز. لكن بويد رفض الأغنية فعرضها ميلر على جو ستافورد.
- سجل الثنائي الكوميدي هومر وجيثرو الأغنية على علامة آر سي أيه فيكتور عام 1952.
- سجلت كيتي ويلز الأغنية على علامة ديكا في عام 1960.
- سجل جيمي بويد الأغنية على علامة دوت ريكوردز.
- سجلت المغنية من هونج كونج، تشانغ لو (張 露)، هذه الأغنية مرتين. غنت الإصدار الأول بلغة الماندرين الصينية، تحت عنوان 小 癩 痲 في منتصف الخمسينات. ثم نسخة أخرى بالإنجليزية والصينية بعنوان جامبالايا / 小 癩 痲 على ألبومها «سهرة مع تشانغ لو» في عام 1963.
- كانت هذه أول أغنية منفردة تصدرها بريندا لي وذلك في عام 1956.
- سجل مون موليكان نسخته الخاصة من الأغنية، ويحتمل أن يكون الكاتب الأصلي للأغنية بالاشتراك مع ويليامز، ولكنها لم تنسب له لأنه مرتبطا بعقد مع كينغ ريكوردز.
- أصدر جورج جونز الأغنية في ألبومه جورج جونز: تحية إلى هانك ويليامز" عام 1960.
- سجل فاتس دومينو الأغنية في عام 1961.
- سجل إلفيس بريسلي الأغنية أيضا على علامة آر سي أيه فيكتور.
- أصدر فريق جيري آند ذا فيزميكرز نسخة في عام 1964.
- سجل روي أكوف (والذي كان بطل هانك) في ألبوم «يغني لهانك ويليامز للمرة الأولى» عام 1966.
- أصدر كونواي تويتي على ألبومه «هاهو مونواي تويتي» عام 1967.
- سجل مغني الكانتري الأسترالي بادي ويليامز على ألبومه «بادي يغني لهانك» عام 1968.
- في الهند، سجلت أوشا آير (واسمها الآن أوشا أوثوب) نسخة في عام 1968 على علامة إتش إم في، وأصبحت أنجح أغنية حتى ذلك الحين من فنان هندي يغني بالإنجليزية.
- سجل جيري لي لويس الأغنية على ألبومه «يغني أغاني قاعة مشاهير موسيقى الكانتري، المجلد 1».
- سجل هويت أكستون نسخة من الأغنية على علامة كابيتول في عام 1971.
- سجلت فرقة نيتي غريتي ديرت باند نسخة وصلت للمركز 84 على قائمة أغاني الكانتري في عام 1972.
- سجل فريق شوكينغ بلو الأغنية في عام 1972 على ألبومهم «إنكبوت».

- سجل جون فوغرتي نسخة من الأغنية وصلت للمركز 16 على قائمة بيلبورد لأغاني الكانتري في عام 1973.
- سجل ثنائي كاربنترز الأغنية في بإيقاع سريع على هؤلاء ألبومهم «ناو أند ذين» عام 1973. وأصدرت بشكل منفرد خارج الولايات المتحدة في عام 1974 وحققت مبيعات جيدة في المملكة المتحدة وبلغت المركز 12 على قائمة الأغاني، [7] كما حققت شعبية في اليابان.
- سجل فريق ذا ميترز الأغنية على ألبومهم «فاير أون ذا بايو» عام 1975.
- أدخلت إيمي لو هاريس الأغنية في ألبومها «إيليت هوتيل» عام 1975.
- غنت مغنية البوب التايوانية تيريزا تينغ الأغنية في حفل في تايوان.
- غنى أندي كاوفمان الأغنية على برنامج ديفيد ليترمان في عام 1983.
- سجلت جيت ويليامز (ابنة هانك وليامز) الأغنية في عام 1996.
- قدم نجم الكانتري هنتر هايز أول ظهور له، في سن الرابعة، وهو يغني الأغنية على الأكورديون مع هانك وليامز الابن.[8]

| سبقه "It Wasn't God Who Made Honky Tonk Angels" (كيتي ويلز) | أفضل مبيعات الأغاني (كانتري أند وسترن) (هانك ويليامز) 6 سبتمبر 1952 18 ديسمبر 1952 | تبعه "It Wasn't God Who Made Honky Tonk Angels" (كيتي ويلز) "Back Street Affair" (ويب بيرس) |